# 垢嘗

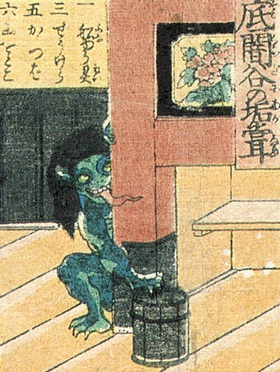
歌川芳員所著的《百種怪談妖物雙六》中描繪的「底闇谷的垢嘗」

垢嘗（あかなめ），是出現在鳥山石燕在江戶時代的妖怪畫集《畫圖百鬼夜行》等書中記載的日本妖怪。會舔食澡盆或浴缸上累積的汙垢。

## 古典
在古代的妖怪圖畫上被描繪成、腳上生有勾爪的散髮童子模樣，趴在浴池旁伸出長長舌頭的模樣。由於沒有留下任何解說，究竟是想描繪成怎麼樣的妖怪這點終究只是推測，江戶時代的怪談故事書《古今百物語評判》中有名為「垢舐」（垢ねぶり）的妖怪記述、推測垢嘗的圖就是在描繪垢舐這個妖怪。
根據《古今百物語評判》垢舐是棲息在老舊澡堂的妖怪，據說還會潛入荒廢的屋子。根據當時的科學知識，魚生於水會食水、蝨子生於污中會吃食汙穢來看，推想生物都會吃食自己降生場所的某些東西，因此垢舐正是自灰塵和汙垢的氣集中的地方變化誕生之物、因此被認為靠舔舐污垢維生。

## 昭和平成以後
在昭和・平成後的妖怪相關書籍中，垢嘗與垢舐已經被視為相同的妖怪了。根據那些解釋，垢嘗是棲息在歷史悠久的澡堂或荒廢古宅的妖怪，會在夜深人靜時進入，用長舌頭舔食附著在浴池或澡盆等東西上面的汙垢。雖然除了舔舐污垢外不會做任何事，但對當時的人而言光是妖怪出沒就讓人感到毛骨悚然，為了不要讓垢嘗進來浴池，平時就會將浴池和澡盆刷洗乾淨、讓垢嘗知道沒有污垢可舔。雖然沒有人見過垢嘗的真面目，人們從名字中的「垢（あか，音同「赤」）」聯想到紅色的臉、也有傳說認為是全身赤紅。此外、「垢」也有心中的汙穢、煩惱與多餘的包袱的意思，因此也有一說認為這是告誡人們不只是要清洗浴室、也不要將不淨汙穢的意念積累於身心的意涵。

## 備註
1. 1 2  村上 2000，第7頁
2. ↑  草野巧. . 新紀元社. 1997: 7. ISBN 978-4-88317-283-2.
3. ↑  山岡元隣. . 高田衛編・校中  (编). . 岩波文庫 下. 岩波書店. 1989: 344–345 [1686]. ISBN 978-4-00-302573-4.
4. 1 2  中村他 1999，第114頁
5. 1 2 3  岩井 1986，第139頁
6. 1 2  多田 1990，第270頁
7. ↑  水木しげる.  2. Softgarage. 2004: 6. ISBN 978-4-86133-005-6.
8. ↑  宮本幸江・熊谷あづさ. . 学習研究社. 2007: 25. ISBN 978-4-056-04760-8.

## 外部連結
- . 境港市観光協会.   [2013-05-07]. （原始内容存档于2013-05-02）.